# はわい温泉
はわい温泉（はわいおんせん、羽合温泉）は、鳥取県東伯郡湯梨浜町にある温泉。
近年、鳥取県内では皆生温泉・三朝温泉・吉岡温泉に次ぐ4位の温泉客がくる。
三朝東郷湖県立自然公園に含まれており、そのほか温泉街の湖岸の一部が東郷湖羽合臨海公園になっている。

## 源泉
- 硫酸塩泉（新泉質名 : ナトリウム・カルシウム - 塩化物・硫酸塩泉[2]）

泉質は、旧泉質名では「含石膏食塩泉」（弱アルカリ塩泉）、新泉質名では「硫酸塩泉」で、東郷湖の対岸にある東郷温泉と同じである。なお明治末期には「硫黄泉」、昭和初期には「食塩泉」と紹介されている。
もともとは東郷湖の湖底に湧出していたが、現在の温泉街は湖を埋め立てた地区にあり、湖底や埋立地を掘削して湯源を得ている。概ね30～60mの厚さの沖積層、さらに厚さ40mの洪積層を貫いて、花崗岩の基盤まで掘削すると、花崗岩にある断層の隙間から高温の湯が湧出している。これまでに数十箇所の源泉が掘削されているが、その多くは既に枯れており、数箇所の源泉を共同で利用している。湧出量は毎分約1500リットル（1984年）、源泉の温度は概ね50℃である。

## 温泉街

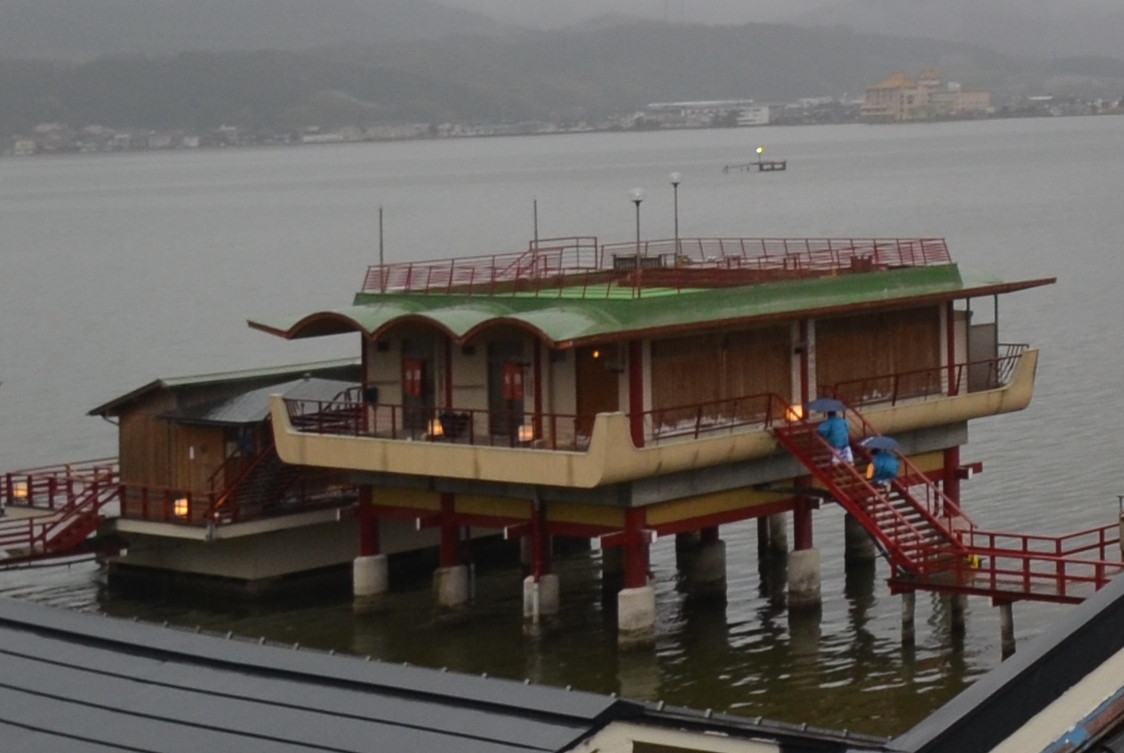
東郷湖上に設けられた風呂

東郷温泉とは東郷湖を隔てた対岸の位置関係にある。三朝東郷湖県立公園に含まれており、そのほか温泉街の湖岸の一部が東郷湖羽合臨海公園になっている。
湖を岬状に埋め立てて温泉街が形成されており、対岸からは湖上に旅館が浮かんでいるように見える。湖を利用し、湖上に風呂を設けたり、旅館の窓から湖水へ直接釣り糸を垂らすなどの特色づくりがなされており、湖で採れる魚を出す宿もある。湖岸と湖中の温泉が木橋でつながっており、夜間は橋に燈明を灯して温泉情緒を演出している。また、湖底から湯が湧いているため、湖には霧がかかることが多いとされている。
温泉街では七福神にちなんで7箇所の温泉設備の整備が予定され、福禄寿の湯という足湯が温泉街に整備された。その後整備が進み、はわい温泉に4箇所、東郷温泉に2個所の計6箇所が「七福神の湯」となっている。
鳥取県が入湯税から算出した調査に拠れば、1998年（平成10年）には年間約19万人近い入湯客があった。2017年（平成29年）には約12万あまりまで減少している。いずれも鳥取県内では皆生温泉・三朝温泉・吉岡温泉に次ぐ4位である。なお、1989年以前は、各自治体からの報告値を基に来客数を推計していたが、それにしたがうと、はわい温泉の来場者のピークは1990年代後半（1996年・平成8年頃）で、毎年57万人以上が訪れていたとされる。太平洋戦争後の間もない1954年（昭和29年）頃には来場客は年1万人程度で、鳥取県内の各温泉地のなかでも最下位の部類だった。対岸の東郷温泉は倍以上の来場客があった。1980年代に来場数が大きく伸び、東郷温泉と来場数が逆転し、1990年代に入る頃には県内の他の温泉地も超えて県内有数の温泉地へと成長した。

## 歴史
現在の名称「はわい温泉」は1998年に当時の羽合町が、旧称「羽合温泉」を改めたものである。「羽合」の地名の起源は、少なくとも鎌倉時代に遡る。鎌倉時代の下地中分の史料として知られる「東郷荘下地中分絵図」（1258年・正嘉2年）では当地を「伯井田」（「はわいだ」と読むとされている。）と書かれており、これが「羽合田」に転訛した。「羽合田」表記は戦国期の吉川元春の書状（1580年・天正8年と推定されている）に登場している。
記録に拠れば、温泉の発見は1843年（天保14年）にさかのぼる。東郷湖の湖底から湯が自然湧出しているのを漁民が見つけ、湖畔の村人から鳥取藩へ温泉利用の願いが奏上された。この時は、温泉を利用することで、農民が湯を沸かすための薪を集める作業を省力化でき、それによって農業効率の上昇を見込めるという趣旨で藩から許可が出た。これがはわい温泉の発祥である。
温泉の開発に先鞭をつけたのは、石見国出身の元士族と伝わる湯村幸助である。湯村は1866年（慶応2年）に湖底に竹筒を差し込んで採湯し、湖上に浮かべた船に樽を置いて、湯をためて、湖上の温泉とした。これは「青空湯場」と呼ばれて明治初期まで続いたが、湖上の波浪の影響で揺れたり、船が流されるなどして1880年（明治13年）頃に廃れた。湯村は諦めず、1886年（明治19年）頃に、今度は湖岸を埋め立てて掘削を行い、うまく温泉を得て温泉旅館の開業にこぎつけた。
このあたりは旧浅津村の村域にあり、温泉は「浅津温泉（あそづ-、おそうづ-）」と称した。
鳥取県内では、明治末期に山陰本線が全通した。これによって近畿方面からの温泉客が鳥取県にやってくるようになり、鉄道沿線の浜村温泉や鳥取温泉に客が集まるようになったのに対し、旧街道沿いにあって山陰本線が遠くを通るようになってしまった岩井温泉などは逆に客足が衰えた。東郷湖のまわりでは、松崎駅前の東郷温泉（松崎温泉）が交通の便利がよく、鳥取県内で一、二を争う温泉客を集めた。
かつては、中心街の南側に「ミドーレイクホテル東郷」という巨大ホテルがあり、山陰随一の規模で宴会場や露天風呂等も併設されており、栄華を極めた。しかし、経営不振により2000年（平成12年）頃に倒産。現在は取り壊され更地となっている。
浅津温泉（現在のはわい温泉）は、山陰本線松崎駅や東郷温泉からみると東郷湖を隔てた対岸にあり、交通の便は悪かった。しかし、東郷温泉のある湖畔からと対岸の浅津温泉を渡す連絡船が整備されると客が来るようになり、大正時代に温泉街が発展するようになった。かつてはこの連絡船が温泉への主な交通手段だったが、2014年現在は1日1便が運航するのみである。この前後、浅津温泉は1927年（昭和2年）に「新東郷温泉」に改称している。
太平洋戦争が終わり、モータリゼーションが進むと、国道9号に近い新東郷温泉には団体客がバスでやってくるようになり、温泉客は急増した。1954年（昭和29年）から1980年（昭和55年）の間に温泉客は24倍に増え、旅館数軒だった温泉街には高層のホテルや旅館が建ち並ぶようになった。源泉の開発も進み、近隣の一般家庭にも温泉が給湯されるようになった。この間、地元の羽合町の主要産業は農業一本から、温泉の観光・レジャー産業が急伸し、1978年（昭和53年）に羽合町の創立25周年を記念して、新東郷温泉を「羽合温泉」に改称した。このときに「はわい音頭」がつくられ、「ハワイ温泉」の表記も行われるようになった。
さらに20年後の1998年（平成10年）4月に、町は正式名称を「はわい温泉」と改めた。2004年10月に羽合町は近隣の東郷町、泊村と合併したが、新しい町名は、はわい温泉や東郷温泉にちなんで「湯」の字が用いられた湯梨浜町となった。このときに温泉街に足湯が整備されている。

## アクセス
- 西日本旅客鉄道（JR西日本）山陰本線倉吉駅より、日交バスで16分、タクシーで10分。
- 三朝温泉・はわい温泉直行かにバス
- 山陰自動車道はわいインターチェンジより鳥取県道185号東郷湖線経由で5分

## 周辺
- 鳥取県自動車運転免許試験場 - 当温泉の北側
- 東郷温泉 - 東郷湖の対岸
- 燕趙園
- 倉吉パークスクエア
- 打吹玉川
- ハワイオレンジ球場

## その他

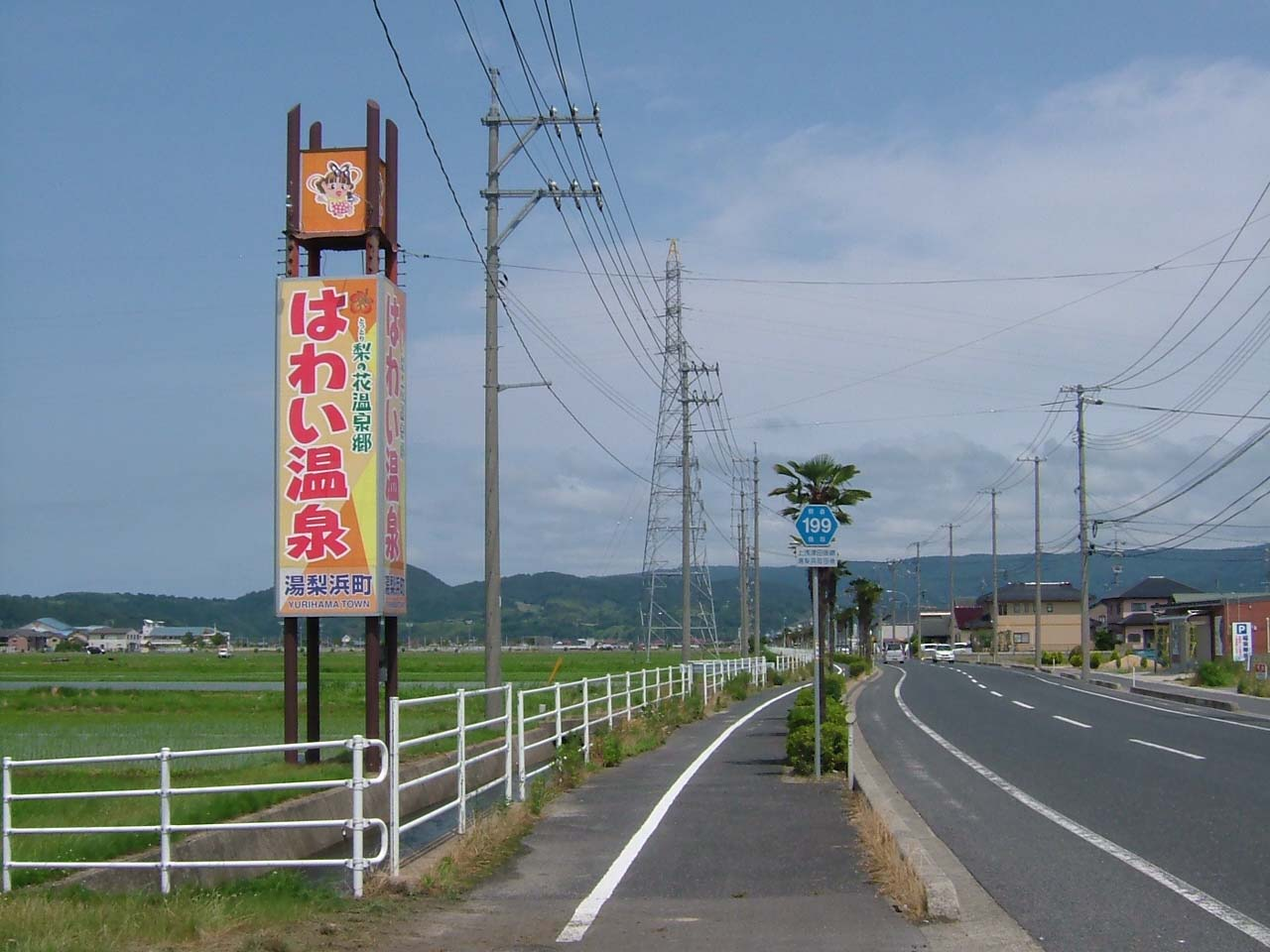
CM中に出てくる案内看板

ソフトバンクのテレビコマーシャル「白戸家 ハワイからの留学生篇」（2012年）において、トリンドル玲奈扮する留学生・鳥取タダ（読みは、トリンドル・ただ）の出身地が、鳥取県羽合であるという設定である。